# Michael Moorcock

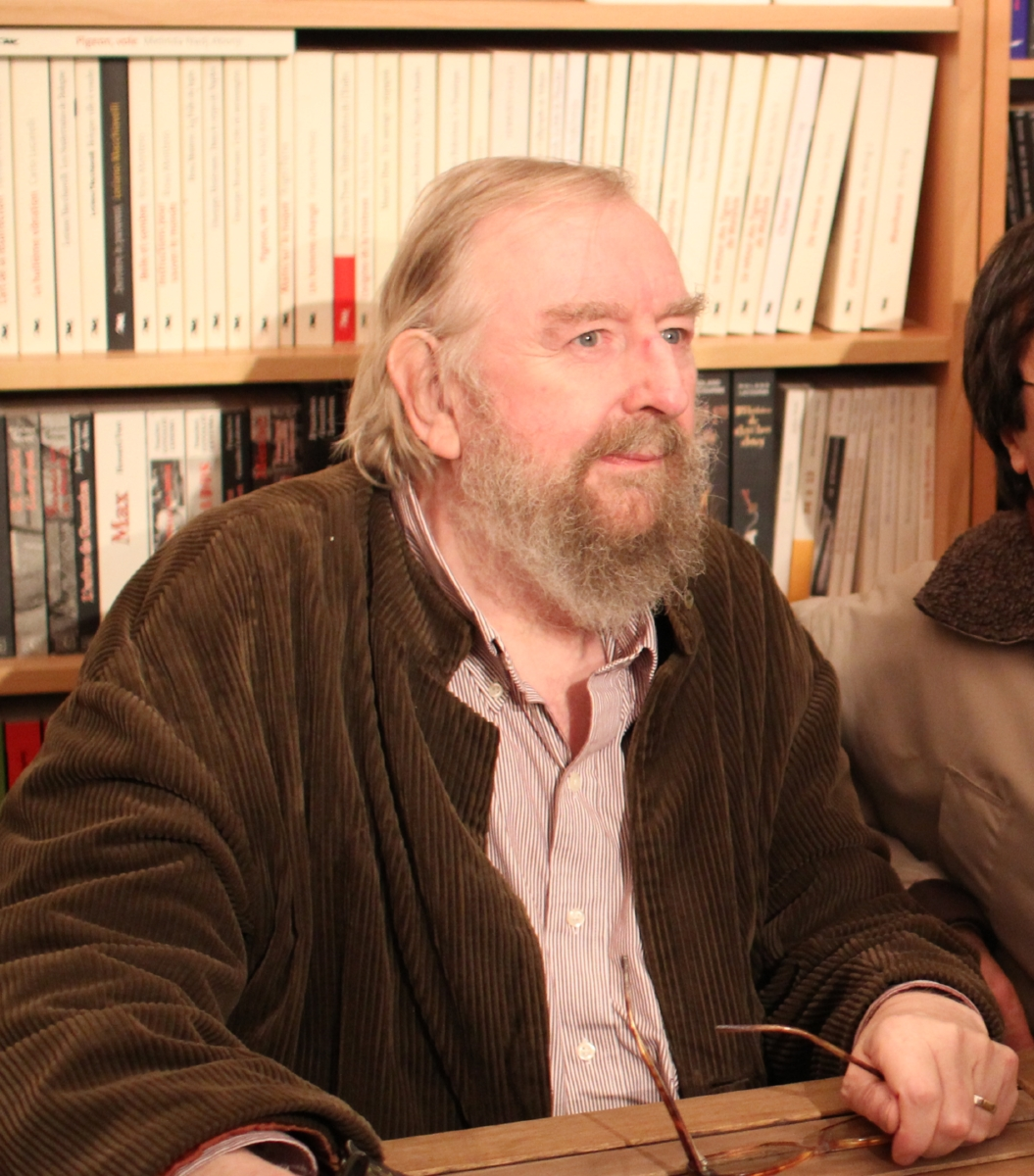
Michael Moorcock 2012

Michael John Moorcock (* 18. Dezember 1939 in Mitcham, Surrey, England) ist ein britischer Science-Fiction- und Fantasy-Schriftsteller. Er wurde auch als Herausgeber des SF-Magazins New Worlds (von 1964 bis 1971 und sporadisch in den Jahren bis 1996) und seine langjährige Zusammenarbeit mit der Space-Rock-Band Hawkwind („Silver Machine“) in den 1970er Jahren bekannt.

## Leben
Michael Moorcock wurde 1939 im Umland Londons geboren. Mit fünfzehn Jahren verließ er das College ohne Abschluss und wurde Herausgeber des Comicmagazins Tarzan Adventures Magazine. Im Alter von achtzehn Jahren verkaufte er 1957 seine erste Kurzgeschichte Sojan the Swordsman. Im folgenden Jahr verfasste er seinen ersten Roman. 1964 übernahm er das Science-Fiction-Magazin New Worlds und gab, verstärkt ab 1967, der sich gerade entwickelnden Stilrichtung New Wave eine Plattform. Das Magazin scheiterte 1971 am Boykott des Zeitschriftenhandels, woraufhin er wieder mehr Geschichten schrieb, vorzugsweise im Genre Fantasy.
Moorcock lebt in dritter Ehe mit seiner amerikanischen Frau Linda Steele Moorcock abwechselnd bei Austin (Texas) und in Paris. Aus seinen früheren Ehen, unter anderem mit der Schriftstellerin Hilary Bailey, hat er zwei Töchter und einen Sohn.

## Werk
Moorcocks literarische Vorbilder waren James Branch Cabell, Mervyn Peake, Franz Kafka, Thomas Mann, Hans Jakob Christoffel von Grimmelshausen und Edgar Rice Burroughs, der ihn vor allem in jungen Jahren zu seinen Kurzgeschichten inspirierte.
Das Werk Moorcocks ist zum großen Teil im sogenannten Multiversum angesiedelt, also in unzähligen parallel existierenden Welten. Zwischen diesen bestehen zeitliche und räumliche Bezüge: In vielen Erzählungen Moorcocks besteht ein Kampf zwischen Ordnung und Chaos, welcher durch die Person des Ewigen Helden (Corum, Elric, Dorian Hawkmoon, Jerry Cornelius) in der Balance gehalten werden muss.
Michael Moorcocks „Nicht-Schwerter“-Literatur ist im deutschsprachigen Raum relativ unbekannt. Dazu zählen King of the City, Mother London oder der Colonel-Pyat-Zyklus (Byzantium Endures. The Laughter of Carthage. Jerusalem Commands und The Vengeance of Rome), die nicht ins Deutsche übersetzt wurden (mit der Ausnahme von Byzantium Endures; deutscher Titel: Byzanz ist überall). Mit diesen Werken hat er in der angelsächsischen Buchwelt auch jenseits der Fantasy Erfolg gehabt.
Seine Werke haben auch die psychedelische Musik beeinflusst. So wurde sein Elric-Zyklus zum Hauptthema des 1985 erschienenen Albums The Chronicle Of The Black Sword von Hawkwind. Auch Musikbands wie Blue Öyster Cult (Black Blade, 1980), The Deep Fix oder Blind Guardian verwendeten die Texte.
Michael Moorcock hat gegenüber den Deutschen ein positives Verhältnis. Als Autor von Comics in den 1950ern lehnte er es ab, Kriegscomics über den Zweiten Weltkrieg mit den für diese Zeit üblichen verzerrten Darstellungen „der bösen Deutschen“ zu produzieren. Einige seiner späteren Fantasy-Helden haben eine deutsche Identität wie Dorian Hawkmoon (dt. Dorian Falkenmond), der „Herzog von Köln“, oder die verschiedenen Mitglieder der Familie von Bek. Dahinter steckte nicht nur Moorcocks Ablehnung britischer Stereotype, sondern eine Wertschätzung der deutschen Kultur. Er hat auch persönliche Beziehungen zu Deutschen und Österreichern. Sein Mentor in Jugendjahren war Ernst Jellinek, ein nach London geflohener Österreicher, der in England Gelder auftrieb, um jüdische Landsleute aus der NS-Haft freizukaufen. Moorcock hat eine Patentochter in Bayern, Oona von Baudissin, der er Die Tochter der Traumdiebe (dessen Titelheldin auch Oona heißt) widmete.
Die von Moorcock erschaffene Figur des Jerry Cornelius wurde vom französischen Comiczeichner Moebius für dessen Albenserie Major Grubert adaptiert.

## Auszeichnungen
- 1967 Nebula Award (Bester Kurzroman): Behold the Man (deutsch: Sehet-ein Mensch)
- 1972 British Fantasy Award (Bester Roman): The Knight of the Swords
- 1973 British Fantasy Award (Bester Roman): The King of the Swords
- 1974 British Fantasy Award (Beste Kurzgeschichte): The Jade Man's Eyes
- 1975 British Fantasy Award (Bester Roman): The Sword and the Stallion
- 1976 British Fantasy Award (Bester Roman): The Hollow Lands
- 1977 Guardian Fiction Award: The Condition of Muzak
- 1978 John W. Campbell Memorial Award: Gloriana
- 1979 World Fantasy Award (Bester Roman): Gloriana
- 1993 British Fantasy Award (Committee Award)
- 2000 World Fantasy Award (Lebenswerk)
- 2002 Aufnahme in die Science Fiction Hall of Fame
- 2004 Prix Utopiales (Lebenswerk)
- 2004 Bram Stoker Award (Lebenswerk)
- 2008 Damon Knight Memorial Grand Master Award (Lebenswerk)

## Bibliografie (Auswahl)

### Serien und Zyklen
Die Serien sind nach dem Erscheinungsjahr des ersten Teils geordnet.

#### Eternal Champion
Alle übersetzt von Eva Eppers.
- 1. The Eternal Champion, Mayflower 1970, ISBN 0-583-11745-7
  - Die ewige Schlacht, Bastei Lübbe 1982, ISBN 3-404-20043-8
- 2. Phoenix in Obsidian, Mayflower 1970, ISBN 0-583-11800-3
  - Der Phönix im Obsidian, Bastei Lübbe 1982, ISBN 3-404-20044-6
- 3. The Dragon in the Sword, Ace Books 1986, ISBN 0-441-16609-1
  - Das ewige Schwert, Bastei Lübbe 1986, ISBN 3-404-20083-7
- The Eternal Champion, Millennium 1992, ISBN 1-85798-026-3 (Sammelausgabe von 1–3)
  - Der ewige Held, Bastei Lübbe 1989, ISBN 3-404-20117-5

#### Warrior of Mars / Michael Kane-Saga
(unter dem Pseudonym Edward P. Bradbury erschienen, alle übersetzt von Sylvia Brecht-Pukallus)
- 1. Warriors of Mars, Compact Books 1965, OCLC 35297229
  - Die Stadt des Ungeheuers, Ullstein 1985, ISBN 3-548-31103-2
- 2. Blades of Mars, Compact Books 1965, OCLC 18518819
  - Der Herr der Spinnen, Ullstein 1985, ISBN 3-548-31106-7.
- 3. Barbarians of Mars, Compact Books 1965, OCLC 69642588
  - Die Herrscher der Tiefe, Ullstein 1985, ISBN 3-548-31109-1
- Warrior of Mars, New English Library 1981, ISBN  0-450-04830-6 (Sammelausgabe von 1–3)
  - Der Mars-Krieger, Bastei Lübbe 1992, ISBN 3-404-20186-8

#### Hawkmoon

##### The History of the Runestaff / Runenstab-Saga
Alle übersetzt von Lore Straßl.
- 1. The Jewel in the Skull, Lancer Books 1967, OCLC 5077438
  - Ritter des Schwarzen Juwels, Pabel Terra Fantasy #12 1975, DNB 750520353
- 2. Sorcerer’s Amulet, Lancer Books 1968, OCLC 5073667
  - Feind des Dunklen Imperiums, Pabel Terra Fantasy #18 1976, DNB 760144079
- 3. Sword of the Dawn, Lancer Books 1968, OCLC 620495
  - Diener des Runenstabs, Pabel Terra Fantasy #24 1976, DNB 770004865
- 4. The Runestaff, Mayflower 1969, OCLC 16921086
  - Legion der Morgenröte, Pabel Terra Fantasy #24 1976, DNB 770140599
- The History of the Runestaff, Mayflower 1974, ISBN 0-583-12304-X (Sammelausgabe von 1–4)
  - Der Herzog von Köln, Bastei Lübbe 1986, ISBN 3-404-13058-8

##### Chronicles of Castle Brass / Chronik von Burg Brass
Alle übersetzt von Lore Straßl.
- 1. Count Brass, Mayflower 1973, ISBN 0-583-12198-5
  - Rächer des dunklen Imperiums, Pabel Terra Fantasy #51 1978, DNB 201800330
- 2. The Champion of Garathorm, Mayflower 1973, ISBN 0-583-12199-3
  - Der Held von Garathorm, Pabel Terra Fantasy #53 1978, DNB 790056143
- 3. The Quest for Tanelorn, Mayflower 1973, ISBN 0-583-12200-0
  - Der Ewige Held, Pabel Terra Fantasy #58 1979, DNB 790220660
- The Chronicles of Castle Brass, Mayflower / Granada 1977, ISBN 0-583-12945-5 (Sammelausgabe von 1–3)
  - Der Weg nach Tanelorn, Bastei Lübbe 1987, ISBN 3-404-13074-X

#### Die Jerry Cornelius Chroniken
- 4. The Final Programme, Avon 1968
  - Miss Brunners letztes Programm, Marion von Schröder 1971, Übersetzer Wolfgang Eisermann, ISBN 3-547-76795-4
- 11. A Cure for Cancer, Allison & Busby 1971, ISBN 0-85031-026-1
  - Das Cornelius-Rezept, Bastei Lübbe 1981, Übersetzer Michael Kubiak, ISBN 3-404-22036-6
- 14. The English Assassin, Allison & Busby 1972, ISBN 0-85031-043-1
  - Ein Mord für England, Bastei Lübbe 1981, Übersetzer Michael Kubiak, ISBN 3-404-22039-0
- 17. The Distant Suns, Unicorn Books 1975, ISBN 0-85659-021-5 (mit Philip James)
- 19. The Adventures of Una Persson and Catherine Cornelius in the Twentieth Century, Quartet Books 1976, ISBN 0-7043-2121-1
- 20. The Condition of Muzak, Allison & Busby 1977, ISBN 0-85031-044-X
  - Das Lachen des Harlekin, Bastei Lübbe 1982, Übersetzer Michael Kubiak, ISBN 3-404-22041-2
- 22. The Great Rock'n'Roll Swindle, Virgin Books 1980, ISBN 0-907080-07-3
- 23. The Entropy Tango, New English Library 1981, ISBN 0-450-04886-1
  - Entropie-Tango und Zu fernen Sonnen mit Jerry Cornelius, Bastei Lübbe 1982, Übersetzer Michael Kubiak und Bernd Seligmann, ISBN 3-404-22051-X
- The Lives and Times of Jerry Cornelius: Stories of the Comic Apocalypse, Allison & Busby 1976, ISBN 0-85031-141-1 (Sammlung)
- The Opium General, Harrap 1984, ISBN 0-245-54202-7
  - Der Opium-General : das letzte Abenteuer des Jerry Cornelius u. a. Geschichten, Bastei Lübbe 1988, Übersetzer Michael Kubiak, ISBN 3-404-24109-6 (Kurzgeschichtensammlung)

Bei den nicht aufgeführten Werke in der Chronologie handelt es sich um Kurzgeschichten.

#### Corum
- 1. The Knight of the Swords, Mayflower 1971, ISBN 0-583-11860-7
  - Der scharlachrote Prinz, Bastei Lübbe 1978, Übersetzerin Lore Straßl, ISBN 3-404-00913-4
- 2. The Queen of the Swords, Berkley Medallion 1971, ISBN 0-583-11944-1
  - Die Königin des Chaos, Bastei Lübbe 1978, Übersetzerin Lore Straßl, ISBN 3-404-00943-6
- 3. The King of the Swords, Berkley Medallion 1971, ISBN 0-425-02070-3
  - Das Ende der Götter, Bastei Lübbe 1978, Übersetzerin Lore Straßl, ISBN 3-404-01046-9
- 4. The Bull and the Spear, Allison & Busby 1973, ISBN 0-85031-087-3
  - Das kalte Reich, Bastei Lübbe 1978, Übersetzer Michael Görden, ISBN 3-404-01103-1
- 5. The Oak and the Ram, Allison & Busby 1973, ISBN 0-85031-095-4
  - Der gefangene König, Bastei Lübbe 1978, Übersetzer Michael Görden, ISBN 3-404-01219-4
- 6. The Sword and the Stallion, Berkley Medallion 1974, ISBN 0-425-02548-9
  - Das gelbe Streitross, Bastei Lübbe 1978, Übersetzer Michael Görden, ISBN 3-404-01248-8
- The Swords Trilogy, Berkley Medallion 1977, ISBN 0-425-03468-2 (Sammelausgabe Bd. 1–3)
- The Chronicles of Corum, Berkley Medallion 1978, ISBN 0-425-03855-6, (Sammelausgabe Bd. 4–6) 
  - Das Buch Corum, Bastei Lübbe 1985, ISBN 3-404-20072-1 (Sammelausgabe Bd. 1–6)

#### Oswald-Bastable-Trilogie / Die Zeitnomaden
Die für die Entwicklung des literarischen Genres Steampunk einflussreiche Reihe umfasst:
- 1. Warlord of the Air, Ace Books 1971, OCLC 14007905
  - Die Herren der Lüfte, König 1973, Übersetzer  Walter Ernsting und Rosemarie Ott, ISBN 3-8082-0052-9
- 2. The Land Leviathan, Doubleday 1974, ISBN 0-385-01473-2
  - Der Landleviathan, Heyne 1982, Übersetzerin Sylvia Pukallus, ISBN 3-453-30827-1
- 3. The Steel-Tsar, Mayflower / Granada 1981, ISBN 0-583-13432-7
  - Der Stahlzar, Heyne 1984, Übersetzerin Sylvia Pukallus, ISBN 3-453-31086-1
- The Nomad of Time, Granada 1984, (Sammelausgabe von 1–3)
  - Zeitnomaden. Heyne 1991, ISBN 3-453-05009-6
- The Flight from Singapore (1979, Kurzgeschichte)

#### Elric von Melniboné-Zyklus
- 1. Elric of Melniboné, Hutchinson 1972, ISBN 0-09-112100-0
  - Elric von Melniboné, Heyne 1979, Übersetzer Thomas Schlück, ISBN 3-453-30556-6
- 2. The Sailor on the Seas of Fate, Quartet Books 1976, ISBN 0-7043-2110-6
  - Die See des Schicksals, Heyne 1979, Übersetzer Thomas Schlück, ISBN 3-453-30571-X
- 3. The Weird of the White Wolf, DAW Books 1977, ISBN 0-87997-286-6
  - Der Zauber des Weißen Wolfs, Heyne 1980, Übersetzer Thomas Schlück, ISBN 3-453-30612-0
- 4. The Sleeping Sorceress, New English Library 1971, ISBN 0-450-00747-2
  - Der verzauberte Turm, Heyne 1980, Übersetzer Thomas Schlück, ISBN 3-453-30631-7
- 5. The Bane of the Black Sword, DAW Books 1977, ISBN 0-87997-316-1
  - Im Banne des schwarzen Schwertes, Heyne 1980, Übersetzer Thomas Schlück, ISBN 3-453-30656-2
- 6. Stormbringer, Herbert Jenkins 1965, OCLC 30292000
  - Sturmbringer, Heyne 1980, Übersetzer Thomas Schlück, ISBN 3-453-30683-X
- 7. The Fortress of the Pearl, Gollancz 1989, ISBN 0-575-04515-9
  - Die Festung der Perle, Heyne 1993, Übersetzerin Edda Petri, ISBN 3-453-06576-X
- 8. The Revenge of the Rose, Grafton 1991, ISBN 0-586-21501-8
  - Die Rache der Rose, Heyne 1995, Übersetzer  Heiko Langhans, ISBN 3-453-07994-9

Die Erzählungen aus den beiden folgenden Sammlungen wurden später von Moorcock auf die Bände 3 und 5 aufgeteilt:
- The Stealer of Souls (1967)
- The Singing Citadel (1970)

Deutsche Sammelausgaben (inklusive The Stealer of Souls und The Singing Citadel):
- Elric von Melniboné, 1984, ISBN 3-453-31060-8 (Sammelausgabe von 1–6)
- Das Schattentor, 2002, ISBN 3-453-21368-8 (Sammelausgabe von 1–3)
- Der bleiche Lord, 2002, ISBN 3-453-21373-4 (Sammelausgabe von 4–6)
- Am Hof der Perle, 2002, ISBN 3-453-21377-7 (Sammelausgabe von 7–8)
- Elric, 2023, ISBN 3-596-70768-4 (Neuübersetzung von 1–8, Übersetzer: Hannes Riffel)

##### Oona Von Bek / Die neue Elric-Saga
- 1. The Dreamthief's Daughter: A Tale of the Albino, Earthlight 2001, ISBN 0-684-86131-3
  - Tochter der Traumdiebe, Heyne 2002, Übersetzer Jürgen Langowski, ISBN 3-492-28547-3
- 2. The Skrayling Tree: The Albino in America, Aspect / Warner Books 2003, ISBN 0-446-53104-9
- 3. The White Wolf's Son: The Albino Underground, Aspect / Warner Books 2005, ISBN 0-446-57702-2
- The Elric Saga: Part IV, SFBC Fantasy 2005, ISBN 0-7394-5691-1 (Sammelausgabe von 1–3)

#### The End of Time / Am Ende der Zeit

##### The Dancers at the End of Time
- 1. An Alien Heat, MacGibbon & Kee 1972, ISBN 0-261-10015-7
  - Die Zeitmenagerie, Heyne 1976, Übersetzer Otto Martin, ISBN 3-453-30382-2
- 2. The Hollow Lands, Harper & Row 1974, ISBN 0-06-013002-4
  - Das Tiefenland, Ullstein 1984, Übersetzer Thomas Ziegler, ISBN 3-548-31067-2
- 3. The End of all Songs, Harper & Row 1976, ISBN 0-06-012999-9
  - Wo die Gesänge enden, Ullstein 1984, Übersetzer Thomas Ziegler, ISBN 3-548-31071-0
- The Dancers at the End of Time, Granada 1981, ISBN 0-246-11606-4 (Sammelausgabe Bd. 1–3)

##### Tales from the End of Time
- 4. The Transformation of Miss Mavis Ming, W. H. Allen 1977, ISBN 0-491-01718-9
  - Die Transformation der Mavis Ming, Ullstein 1984, Übersetzer Michael Windgassen, ISBN 3-548-31076-1
- Legends from the End of Time, W. H. Allen 1976, ISBN 0-491-01866-5 (Erzählungen)
  - Legenden vom Ende der Zeit, Ullstein 1984, Übersetzer Thomas Ziegler, ISBN 3-548-31083-4

#### von Bek-Zyklus
- 1. The War Hound and the World's Pain, Timescape Books 1981, ISBN 0-671-43708-9
  - Die Kriegsmeute, Heyne 1985, Übersetzer Peter Indermaur, ISBN 3-453-31166-3
- 2. The City in the Autumn Stars, Grafton 1986, ISBN 0-246-12843-7
- The Brothel in Rosenstrasse: An Extravagant Tale, New English Library 1982, ISBN 0-450-04877-2
  - Das Bordell in der Rosenstrasse, Bastei Lübbe 1988, Übersetzer Michael Kubiak, ISBN 3-404-13157-6

#### Between the Wars
- 1. Byzantium Endures, Secker & Warburg 1981, ISBN 0-436-28458-8
  - Byzanz ist überall, Bastei Lübbe 1984, Übersetzer  Michael Kubiak, ISBN 3-404-28117-9
- 2. The Laughter of Carthage, Secker & Warburg 1984, ISBN 0-436-28460-X
- 3. Jerusalem Commands, Jonathan Cape 1992, ISBN 0-224-03074-4
- 4. The Vengeance of Rome, Jonathan Cape 2006, ISBN 0-224-03119-8

#### Second Ether
- 1. Blood: A Southern Fantasy, Millennium 1995, ISBN 1-85798-232-0
- 2. Fabulous Harbours, Millennium 1995, ISBN 1-85798-408-0 (Erzählungen)
- 3. The War Amongst the Angels, Millennium 1996, ISBN 1-85798-410-2

#### Jerry Cornell
- 1. The Chinese Agent, Hutchinson 1970, ISBN 0-09-103900-2
- 2. The Russian Intelligence, Savoy Books 1980, ISBN 0-86130-027-0

#### Karl Glogauer
- Behold the Man, Allison & Busby 1969, ISBN 0-85031-004-0
  - I.N.R.I oder Die Reise mit der Zeitmaschine, von Schröder 1972, Übersetzer Alfred Scholz, ISBN 3-547-76796-2
- 2. Breakfast in the Ruins, New English Library 1972, ISBN  0-450-01196-8

### Einzelromane
- The Fireclown, Compact Books 1965, OCLC 561948289
- The Sundered Worlds, Compact Books 1965, OCLC 30913550
  - Das blutrote Spiel, Bastei Lübbe 1979, Übersetzerin Rosemarie Hundertmarck, ISBN 3-404-01218-6
- The Twilight Man, Compact Books 1966, OCLC 561948352
  - Wenn die Erde stillsteht, Pabel-Moewig Terra Astra #224 1975, Übersetzer  Norbert Stresau, DNB 1140499068
- The Wrecks of Time, Ace Books 1967, OCLC 1816392
  - Zerschellt in der Zeit, Goldmann 1972, Übersetzer  Norbert Wölfl, ISBN 3-442-23156-6
- The Black Corridor, Ace Books 1969, OCLC 342875
  - Der schwarze Korridor, Fischer 1972, Übersetzer Lionel von dem Knesebeck, ISBN 3-436-01568-7
- The Ice Schooner, Sphere 1969, OCLC 3318560
  - Eiszeit 4000, Goldmann 1969, Übersetzer Hans-Ulrich Nichau, DNB 457632712
- The Time of the Hawklords, Star 1976, ISBN 0-352-39894-9 (mit Michael Butterworth)
- Gloriana or The Unfullfill’d Queen, Allison & Busby 1978, ISBN 0-85031-237-X
  - Gloriana oder die unerfüllte Königin, Heyne 1981, Übersetzer Walter Brumm, ISBN 3-453-86368-2
- The Golden Barge: A Fable, Savoy Books 1979, ISBN 0-86130-002-5
  - Die Goldene Barke, Goldmann 1982, Übersetzer Jürgen Saupe, ISBN 3-442-23809-9
- Mother London, Secker & Warburg 1988, ISBN 0-436-28461-8
- Silverheart, Earthlight 2000, ISBN 0-7432-0943-5 (mit Storm Constantine)
- King of the City,  Scribner / Simon & Schuster UK 2000, ISBN 0-684-86143-7

### Sammlungen
- The Deep Fix (1966, als James Colvin)
- The Time Dweller (1969)
  - Deutsch: Der Zeitbewohner. 1987, ISBN 3-472-61707-1.
- The Singing Citadel (1970)
- Moorcock’s Book of Martyrs / Dying for Tomorrow (1976)
  - Deutsch: Der Eroberer. 1987, ISBN 3-548-31142-3.
- Sojan (1977)
- My Experiences in the Third World War (1980)
- The Entropy Tango (1981)
- The Opium General (1984)
- Casablanca (1989)
- Lunching with the Antichrist (1995)
- Tales from the Texas Woods (1997)
- Earl Aubec (1999)
- London Bone (2000)
- The Metatemporal Detective (2007)
- The Best of Michael Moorcock (2009)
- The Sunday Books (2011)

### Als Herausgeber
- Best SF Stories from New Worlds (1969)
- New Worlds 3 (1972)
- New Worlds 6 (1973, mit Charles Platt)
- New Worlds (1997, mit David S. Garnett)
- New Worlds: An Anthology (2004)
- Moorcock’s Miscellany (2006)

### Sachbücher
- Wizardry And Wild Romance: A Study Of Epic Fantasy (1987)
- Fantasy: The 100 Best Books (1987, mit James Cawthorn)
- Mervyn Peake: A Memoir (2004)

### Illustration
- Elric: Am Ende der Zeit. Nürnberg 1981, ISBN 3-89311-033-X.

Text von Michael Moorcock, Abbildungen von Rodney Matthews.
Illustrierte Urfassung der Fantasy-Saga Elric.